# Mount Wyatt
Mount Wyatt ist ein 2930 m (nach neuseeländischen Angaben 2743 m) hoher und markanter Berg mit abgeflachte Gipfel im westantarktischen Marie-Byrd-Land. In den Rawson Mountains des Königin-Maud-Gebirges ragt er 5 km westlich des Mount Verlautz auf.
Die Mannschaft um den Geologen Quin Blackburn (1900–1981) entdeckte den Berg im Dezember 1934 bei der zweiten Antarktisexpedition (1933–1935) des US-amerikanischen Polarforschers Richard Evelyn Byrd. Byrd benannte ihn nach der US-amerikanischen Schauspielerin Jane Wyatt (1910–2006), eine Freundin des Expeditionsteilnehmers Richard Spofford Russell Jr. (1908–1984).